# Dom van Wiener Neustadt
De Dom van Wiener Neustadt (Duits: Dom von Wiener Neustadt) of de Dom van Onze Lieve Vrouw (Liebfrauendom) is een oorspronkelijk romaans kerkgebouw in Wiener Neustadt in Neder-Oostenrijk.
De kerk werd in 1279 ter ere van de Maagd Maria en de heilige Rupert gewijd en was in de periode 1468-1785 de kathedrale kerk van het bisdom Wiener Neustadt.

## Geschiedenis

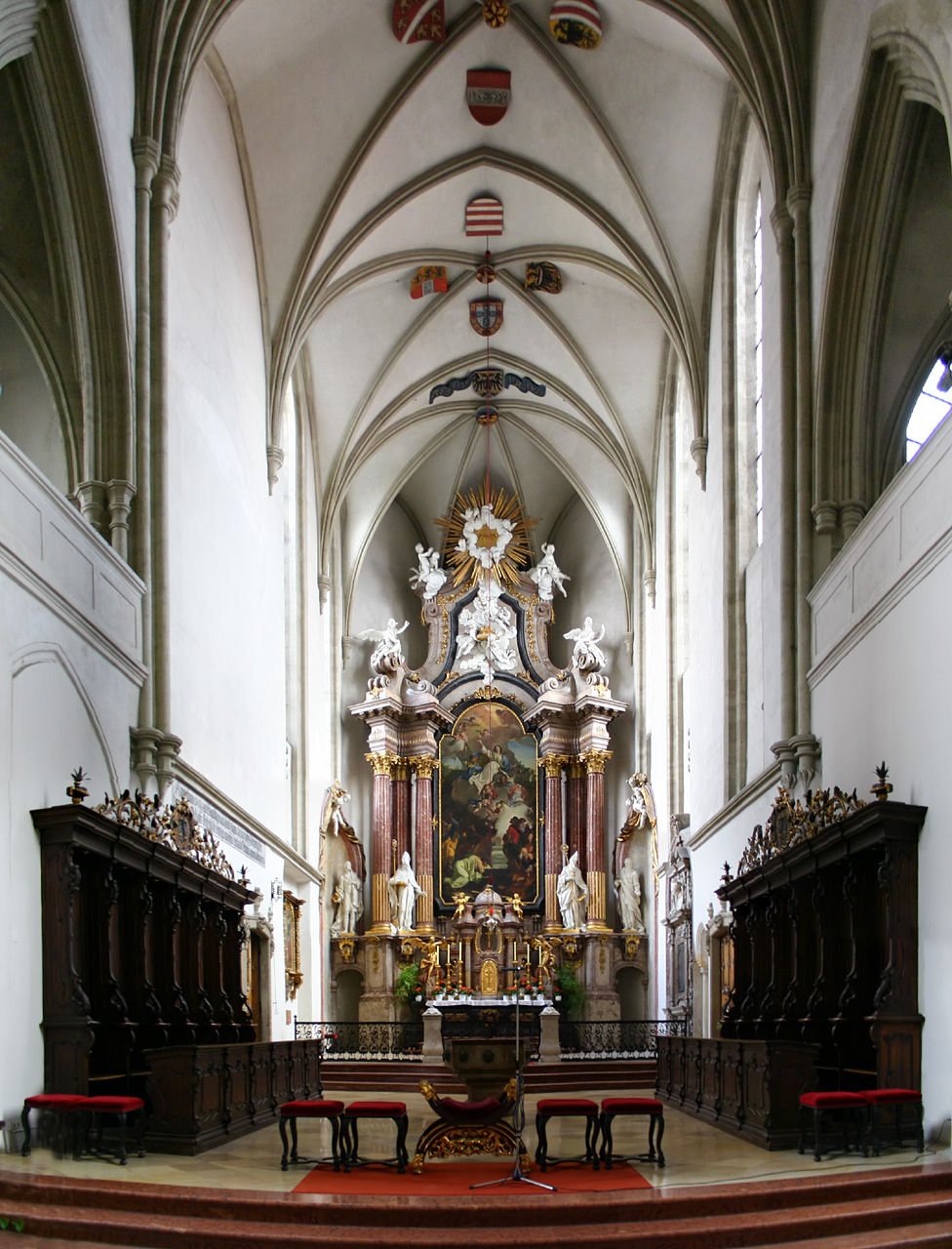
De koorruimte van de dom

De gekozen plaats en de oriëntatie van de bouw van de dom is het gevolg van een bewuste middeleeuwse stadsplanning. Het kerkschip snijdt het noorden en westen precies in het midden en wijst naar de plek waar op Pinksterzondag op 24 mei 1192 de zon opging. Die datum correspondeert met de dag dat Leopold door keizer Hendrik VI tot hertog van Stiermarken werd benoemd. Deze gebeurtenis werd vervolgens in het stadsplan vereeuwigd. Precies één jaar later, op 16 mei 1193, werd het koor georiënteerd naar de opkomende zon. Tijdens de latere gotische verbouwingen bleef deze oriëntatie bewaard.
In 1207 werd tegelijkertijd met de ontvangst van de parochierechten begonnen met de bouw van een parochiekerk, die oorspronkelijk uit het huidige kerkschip en de westelijke torens bestond. Op de plaats van de romaanse apsis werd in de 14e eeuw een dwarsschip en koor gebouw in gotische stijl en een sacristie toegevoegd. Tegen het einde van de 15e eeuw werd de kerk voorzien van levensgrote houten beelden van de twaalf apostelen van de hand van Lorenz Luchsperger. 
Van 1588 tot 1630 was Melchior Klesl administrateur van het bisdom.  Hij liet de vroeg-barokke kansel bouwen. Het laat-barokke hoogaltaar met een schilderij van Gianbettino Cignarol dat de Maria-tenhemelopneming voorsteld, werd in 1776 ingewijd.
Na meerdere aardbevingen werden de 64 meter hoge torens in de 19e eeuw bouwvallig. In 1886 werden ze afgebroken en naar de oude ontwerpen onder leiding van de Weense architect Richard Jordan tussen 1892 en 1899 herbouwd. 
Vanaf 1975 tot 1999 werd de hele domkerk geheel gerestaureerd.

## Brand
Op 6 maart 2012 brak er door brandstichting in een zijkapel (de voormalige doopkapel) brand uit, die een oude bidstoel en een in de kapel bewaarde oogstkroon en kerststal vernietigde. De brandweer wist het overslaan van het vuur naar het dak te verhinderen, maar door de sterke rookontwikkeling en het bluswater ontstond er zware schade aan het kerkgebouw. Zo moest het hele orgel tot in de kleinste delen worden gedemonteerd om schoon te worden gemaakt. De totale schade beliep meer dan 1 miljoen euro en de kerk moest voor zes maanden worden gesloten. Een 15-jarige werd veroordeeld tot een voorwaardelijke straf voor de opzettelijke aanstichting van de brand.

## Orgel
Het orgel van de domkerk werd in 1989 door Gerhard Hradetzky gebouwd en telt 41 registers verdeeld over drie manualen en pedaal.

## Museum
In de zuidelijke toren van de dom kunnen afbeeldingen, documenten en voorwerpen over de bouwgeschiedenis van de dom worden bezichtigd. Voor een bezoek aan de museumruimte dient men zich aan te melden bij het Stadsmuseum.